# La scena dell'inferno
La scena dell'inferno è un racconto dello scrittore giapponese Ryūnosuke Akutagawa del 1918; dopo una prima pubblicazione venne raccolto in Akutagawa Ryūnosuke zenshū.

## Trama
Il racconto narra del più grande artista del periodo Yoshihide e del lavoro commissionato dal Lord di Horikawa, un dipinto per il suo mausoleo. Il pittore con l'intento di riprodurre un rogo il più realistico possibile chiese al suo Lord di vederne uno enorme, venne accontentato ma la vittima fu la figlia del pittore, Yuzuki. Il dipinto venne poi ultimato e l'artista decise di togliersi la vita.

## Adattamenti
- Un episodio della serie animata Aoi Bungaku ha preso spunto da questo scritto.
- Il film Jigokuhen del 1969 diretto da Shirô Toyoda narra la storia del racconto

## Edizioni
- Ryūnosuke Akutagawa, Rashomon e altri racconti, TEA, 2008, ISBN.

| Controllo di autorità | VIAF (EN) 7123148753705141320006 · J9U (EN, HE) 987009538764705171 |